# Sinobryobia chinensis
Sinobryobia chinensis är en spindeldjursart som beskrevs av Ma, Gao och Chen 1990. Sinobryobia chinensis ingår i släktet Sinobryobia och familjen Tetranychidae. Inga underarter finns listade i Catalogue of Life.